# Gigondas (Vaucluse)
Gigondas é uma comuna francesa na região administrativa da Provença-Alpes-Costa Azul, no departamento de Vaucluse. Estende-se por uma área de 27,14 km². Em 2010 a comuna tinha 478 habitantes (densidade: 17,6 hab./km²).